# نووایا آلداشلا
نووایا آلداشلا (انگلیسی: Novaya Aldashla) یک شهرک در شهرستان گافوریسکی استان باشقیرستان کشور روسیه است.